# Вуосаарі (район)

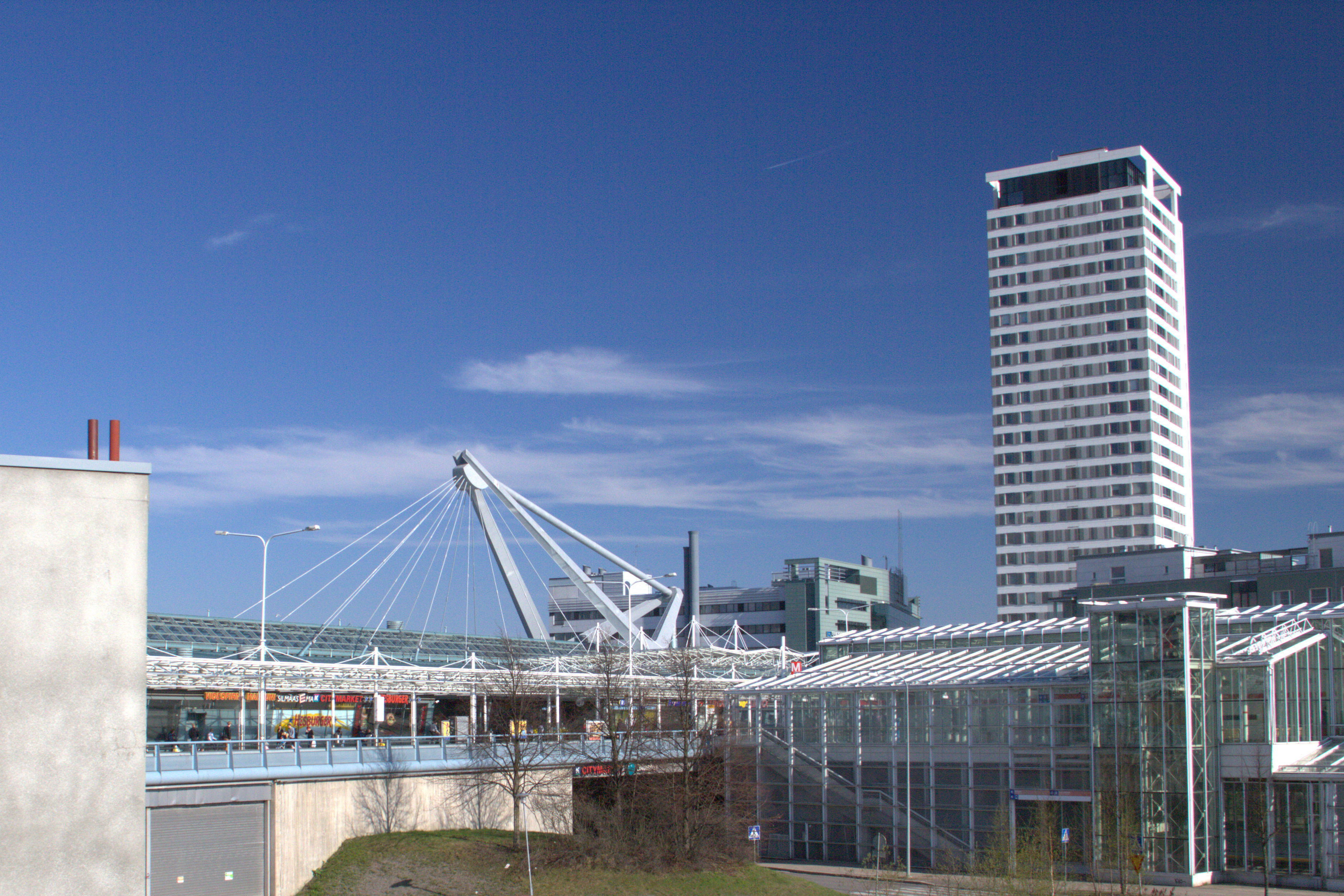
Кескі-Вуосаарі

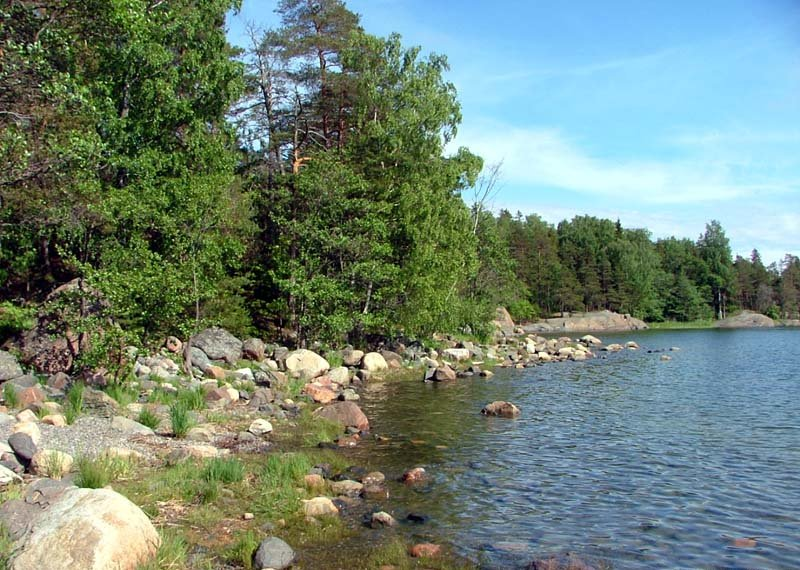
Природний парк Уутела

Вуосаарі (фін. Vuosaari, швед. Nordsjö) — район міста Гельсінкі, Фінляндія. Розташовано на узбережжі моря у Східному Гельсінкі, географічно найбільший район міста з площею 15,38 км². На терені району дві станції Гельсінського метро — Растіла та Вуосаарі.
Вуосаарі — один з найбільш швидкозростаючих районів у Гельсінкі. Кількість жителів стрімко зростає з початку 1990-х років і продовжує зростати, будуючи нові житлові райони. Станом на 2010 рік населення склало 35 826 осіб.
Вуосаарі відома своєю природою та великими, відносно незайманими рекреаційними приморськими районами. Одне з них — Уутелла, популярний природний парк, розташований у південно-східному куточку Вуосаарі. Постійне планування нових житлових кварталів викликав критику, тому що багато людей воліють зберегти близькість Вуосаарі до природи.
Вуосаарі — місце розташування нового великого морського порту в Гельсінкі, порту Вуосаарі.
Дві газових теплоелектростанцій "Helsingin Energia", розташовані у Вуосаарі.

## Адміністративний поділ
- Мері-Растіла,
- Растіла,
- Кескі-Вуосаарі,
- Муставуорі,
- Ніїнісаарі,
- Нордсьйон-картано,
- Аурінколахті,
- Каллахті
- Уутела